# Mimasyngenes murutinga
Mimasyngenes murutinga là một loài bọ cánh cứng trong họ Cerambycidae.